# Rozbórz
Rozbórz ist eine Ortschaft mit einem Schulzenamt der Landgemeinde Przeworsk im Powiat Przeworski der Woiwodschaft Karpatenvorland in Polen.

## Geschichte
1384 wurde Crossborz im Privileg von Jan von Tarnów erwähnt. 1394 tauchte der Ortsname Rozborza auf, 1437 Rasborz, 1447 Roszborz und 1589 Rozborz. Er wurde vom Personennamen *Rozbor (vergleiche polnisch: Rozboj, Rozmysł und ukrainisch: Rozněg) mit dem Suffix *-jь abgeleitet.
Nach Kurt Lück war das Dorf eine deutsche Siedlung, basierend auf einer Forschung aus dem Jahr 1917, die über auffallend starken nord.[ischen] Einschlag in Dörfern bei Przeworsk sprach. Dies wurde vom polnischen Forscher der Walddeutschen, Wojciech Blajer, als völlig falsch bezeichnet.
Das Dorf gehörte zunächst zum Königreich Polen, Woiwodschaft Ruthenien, Przemyśler Land.
Bei der Ersten Teilung Polens kam Rozbórz 1772 zum neuen Königreich Galizien und Lodomerien des habsburgischen Kaiserreichs (ab 1804).
1880 hatte das Dorf 208 Häuser mit 1130 Einwohnern, davon waren 906 Römisch-Katholiken, 206 Griechisch-Katholiken und 18 Juden. Im Jahr 1900 gaben alle 1451 Bewohner Polnisch als ihre Umgangssprache an.
1918, nach dem Ende des Ersten Weltkriegs und dem Zusammenbruch der k.u.k. Monarchie, kam der Ort zu Polen. Unterbrochen wurde dies nur durch die Besetzung Polens durch die Wehrmacht im Zweiten Weltkrieg.
Im Jahr 1921 hatte die Gemeinde 343 Häuser mit 1801 Einwohnern, davon deklarierten sich alle als Polen, es gab 1430 Römisch-Katholiken, 345 Griechisch-Katholiken und 26 Israeliten.
Von 1975 bis 1998 gehörte Rozbórz zur Woiwodschaft Przemyśl.

## Persönlichkeiten
- Emil Ochyra (1936–1980), polnischer Säbelfechter